# شمس المعارف الكبرى (كتاب)
شمس المعارف الكبرى أو شمس المعارف ولطائف العوارف، ويعرف اختصارًا شمس المعارف، هو كتاب مخطوط لأعمال سحر وشعوذة تتعلق بالجن، وينسب تأليفه إلى أحمد بن علي البوني المتوفى سنة 622 هـ. يحرم قراءته بإجماع علماء المسلمين لأنه من كتب السحر والشعوذة والكفر بالله، وقد طُبع حديثًا مع حذف وتحريف ببعض مواضيعه، ولكن ما يزال الكتاب يتناول العديد من أمور السحر غير الواضحة، ولقد طبع الجزء الأول منه في 577 صفحة في المكتبة الشعبية ببيروت عام 1985. بالإضافة إلى احتوائه على أربع رسائل في نهايته من تأليف عبد القادر الحسيني الأدهمي وهي على الترتيب: ميزان العدل في مقاصد أحكام الرمل، وفواتح الرغائب في خصوصيات الكواكب، وزهر المروج في دلائل البروج، ولطائف الإشارة في خصائص بداية كتاب شمس المعارف الكبرى الذي يتعلق بالجن والسحر. والكتاب ممنوع في كثير من الدول الإسلامية لما فيه من نصوص لتحضير الجن وهي أمور محرمة في الشريعة الإسلامية.

## تفاصيل الكتاب
عنوان الكتاب هو: "شمس المعارف الكبرى، ولطائف العوارف"، (يختصر أحيانا: شمس المعارف ولطائف العوارف) في أربعة أجزاء ومجلد واحد مما يقرب من ستة مائة صفحة تأليف: أحمد بن علي البوني، المتوفى سنة 622 هجرية. ونص المكتوب تحت عنوانه هو: قال في كشف الظنون: " والمقصود من هذا الكتاب بذلك السحر وطريقته وأسماء مردة الجن وطرق تحضيرهم.
أما عن محتوى هذا الكتاب فهو مزيج من المعلومات المفهومة وغير المفهومة عن الشعوذة ووصفات تحضير الجن. والبوني معروف عند المهتمين بالروحانيات والسحر والرمل وما شابه، وله مؤلفات في هذا الميدان، ولقد كان البعض يبحثون عنها في المكتبات ويقضون الأوقات في محاولة فك رموزها لتسخير الجن، وبعضهم كان يتعاطى لهذا السحر والطلاسم غير المفهومة لشفاء المصابين بالمس ـ حسب زعمهم.
ذكر آغا بزرگ الطهراني هذا الكتاب في موسوعته الذريعة إلى تصانيف الشيعة احتمالاً منه لكون المؤلِّف شيعياً، وقال في وصف الكتاب أنَّه: «شمس المعارف ولطائف العوارف في الأدعية والأوراد والأذكار والختومات والتسخيرات والتوسلات بأسماء الله تعالى وغير ذلك من خواص السور والآيات وبعض العلوم الغريبة، وغير ذلك»، ثمَّ قال: «أورد فيه أموراً غريبة عجيبة وأدعية وأعمالاً كلها بغير سند ولا مستند».

## فصول الكتاب
يتوزع الكتاب إلى أربعين فصلا ومنها:

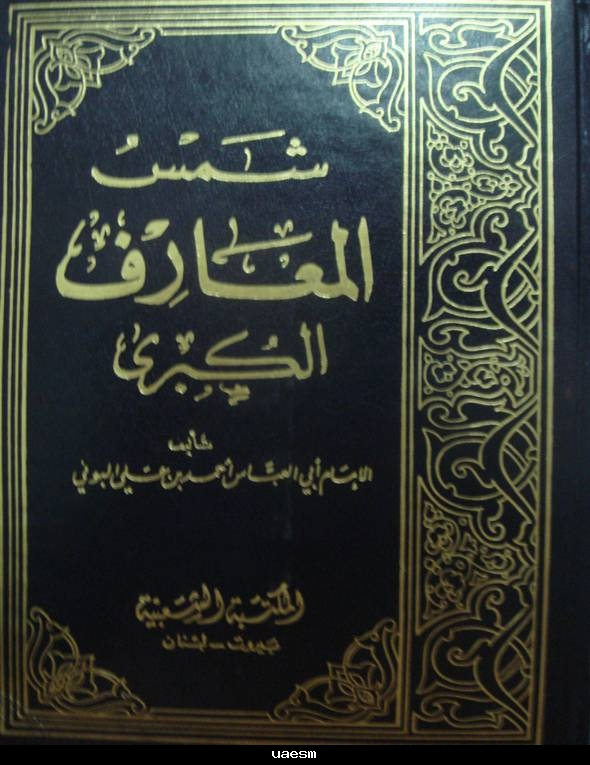
صورة غلاف كتاب شمس المعارف الكبرى

- الفصل الأول: في الحروف المعجمة وما يترتب فيها من الأسرار والإضمارات.
- الفصل الثاني: في الكسر والبسط وترتيب الأعمال في الأوقات والساعات.
- الفصل الثالث: في أحكام منازل القمر الثمانية والعشرين الفلكيات.
- الفصل الرابع: في أحكام البروج الإثنى عشر ومالها من الإشارات والارتباطات.
- الفصل الخامس: في أسرار البسملة ومالها من الخواص والبركات الخفيات.
- الفصل السادس: في الخلوة وأرباب الاعتكاف الموصلة للعلويات.
- الفصل السابع: في الأسماء التي كان النبي عيسى يحيي بها الأموات.
- الفصل الثامن: في التواقيف الأربعة ومالها من الفصول والدائرات.
- الفصل التاسع: في خواص أوائل القرآن والآيات والبينات.
- الفصل العاشر: في أسرار الفاتحة ودعواتها وخواصها المشهورات.
- الفصل الحادي عشر: في الاختراعات والأنوار الرحموتيات.
- الفصل الثاني عشر: في اسم الله الأعظم وما له من التصريفات الخفيات.
- الفصل الثالث عشر: في سواقط الفاتحة ومالها من الأوفاق والدعوات.
- الفصل الرابع عشر: في الرياضات والأذكار والأدعية المستجابات المسخرات.
- الفصل الخامس عشر: في الشروط اللازمة لبعض دون بعض في البدايات إلى شموس النهايات.
- الفصل السادس عشر: في أسماء الله الحسنى وأوفاقها النافعات المجريات.
- الفصل السابع عشر: في خواص كـهـيـعـص وحروفها الربانيات الأقدسيات.
- الفصل الثامن عشر: في خواص آية الكرسي وما فيها من البركات الخفيات.
- الفصل التاسع عشر: في خواص بعض الأوفاق والطلسمات النافعة.
- الفصل العشـرون: في سورة يس ومالها من الدعوات المستجابات.

## فتوى تحريم قراءته عند المسلمين
يعتبر اغلب علماء المسلمين كتاب شمس المعارف الكبرى من كتب تعليم السحر، وعلى هذا، فلا يجوز النظر فيها ولا قراءتها ولا بيعها ولا شراؤها، لأن السحر حرام تعاطيه، وحرام طلبه وحرام تصديق أهله، بل هو من السبع الموبقات، ومنه ما هو كفر بالإجماع.
ولقد قال الشيخ ابن باز عن كتب السحر عموماً كما في فتاوى نور على الدرب:
«ولا يجوز لطالب العلم ولا غيره أن يقرأها أو يتعلم ما فيها، وغير طالب العلم كذلك ليس له أن يقرأها ولا أن يتعلم مما فيها، ولا أن يقرأها، لأنها تفضي إلى الكفر بالله، فالواجب إتلافها أينما كانت، وهكذا كل الكتب التي تعلم السحر والتنجيم يجب إتلافها».